# Smoczy Most
Smoczy Most (słoweń. Zmajski Most) – most drogowy na rzece Ljubljanicy, znajdujący się na północnym wschodzie Lublany i zaczynający się od Vodnikov trg.
Został zbudowany za czasów burmistrza Ivana Hribara w miejscu poprzedniego drewnianego Mostu Rzeźniczego, który stał w tym miejscu, lecz został uszkodzony podczas trzęsienia ziemi w Lublanie w 1895 roku. 
Budowla na swoje czasy była nowatorska, ponieważ wykonano ją ze zbrojonego betonu według techniki austriackiego inżyniera Josefa Melana. Zamiast żelaznych prętów wbudowanych w betonową konstrukcję, oparto ją na łuku z żelaznych belek, co pozwoliło na budowę bez tymczasowej konstrukcji nośnej.
Most został zaprojektowany przez architekta Jurija Zaninovicia (1876–1946). Ukończył on Wiedeńską Szkołę Architektury profesora Wagnera (którego uczniem był również m.in. Plecnik). Według projektu Zaninovicia zbudowano jedno z najpiękniejszych dzieł architektury secesyjnej na terenie Europy. Na bocznych elewacjach z obu stron mostu znajdują się napisy i płaskorzeźby imitujące patynowany brąz.
Z uwagi na wysoką cenę brązu, otwory mostowe nad łukiem głównym wykonano z betonowych płyt elewacyjnych z reliefem liści. Z betonu wykonano również słupy balustrad ogrodzenia mostu. Aby uzyskać wygląd kamienia, Zaninović zastosował obróbkę powierzchni betonu poprzez układanie w stos. Najważniejszą ozdobą mostu są cztery smoki (słoweń. zmaje) rozmieszczone na postumentach w czterech rogach mostu. Dodatkowo, na moście znajduje się wiele mniejszych posągów smoków - łącznie jest ich 20. Pierwotnie na moście zamiast smoków planowano zamieścić posągi skrzydlatych lwów, lecz później zastąpiono je symbolem Lublany. Wykonano je z blachy miedzianej, ponieważ brąz był za drogi. Zostały wykonane w wiedeńskiej fabryce artykułów dekoracyjnych AM Beschorner. W Wiedniu odlano też kandelabry z brązu i dodano do nich szklane kule. Podczas otwarcia mostu w 1901 roku nie były jeszcze na nim zamontowane lampy gazowych, które dodano tam później. Sama nawierzchnia drogi została wykonana z asfaltu i przymocowana do betonowego podłoża. Była to pierwsza nawierzchnia asfaltowa w Słowenii. Wybrukowano również chodniki. Kolejnym nowoczesnym elementem było zainstalowanie na rurach gazowych pod chodnikami kinkietów do oświetlenia.
Całkowity koszt budowy mostu wyniósł 158 500 koron (kwota ta nie obejmuje smoków i kandelabrów).
W chwili otwarcia w 1901 roku most został poświęcony czterdziestej rocznicy panowania cesarza Franciszka Józefa I i został nazwany Mostem Jubileuszowym (niem. Jubiläumsbrücke ). Z tego powodu na bokach mostu napisane są lata 1848–1888, a rocznicę upamiętniono również tablicami pamiątkowymi w języku słoweńskim i niemieckim. W czasie otwarcia był to jeden z pierwszych mostów żelbetowych w Europie i pierwsza konstrukcja żelbetowa w Lublanie. Mając średnicę 33,34 metra, most posiadał trzeci najdłuższy łuk wśród ówczesnych europejskich mostów.
Używania oficjalnej nazwy budowli wkrótce zaniechano, a zaczęto stosować nazwę „Smoczy most” z uwagi na jego dekoracje. Most został gruntownie odnowiony w latach 1983–1984. Dziś jest uważany za jeden z najpiękniejszych przykładów architektury secesyjnej wśród mostów na świecie i jest chroniony jako zabytek techniki. Jest również jedną z atrakcji Lublany.
Przez most przejeżdżają miejskie linie autobusowe nr 13, 20 i 20Z.

## Zdjęcia

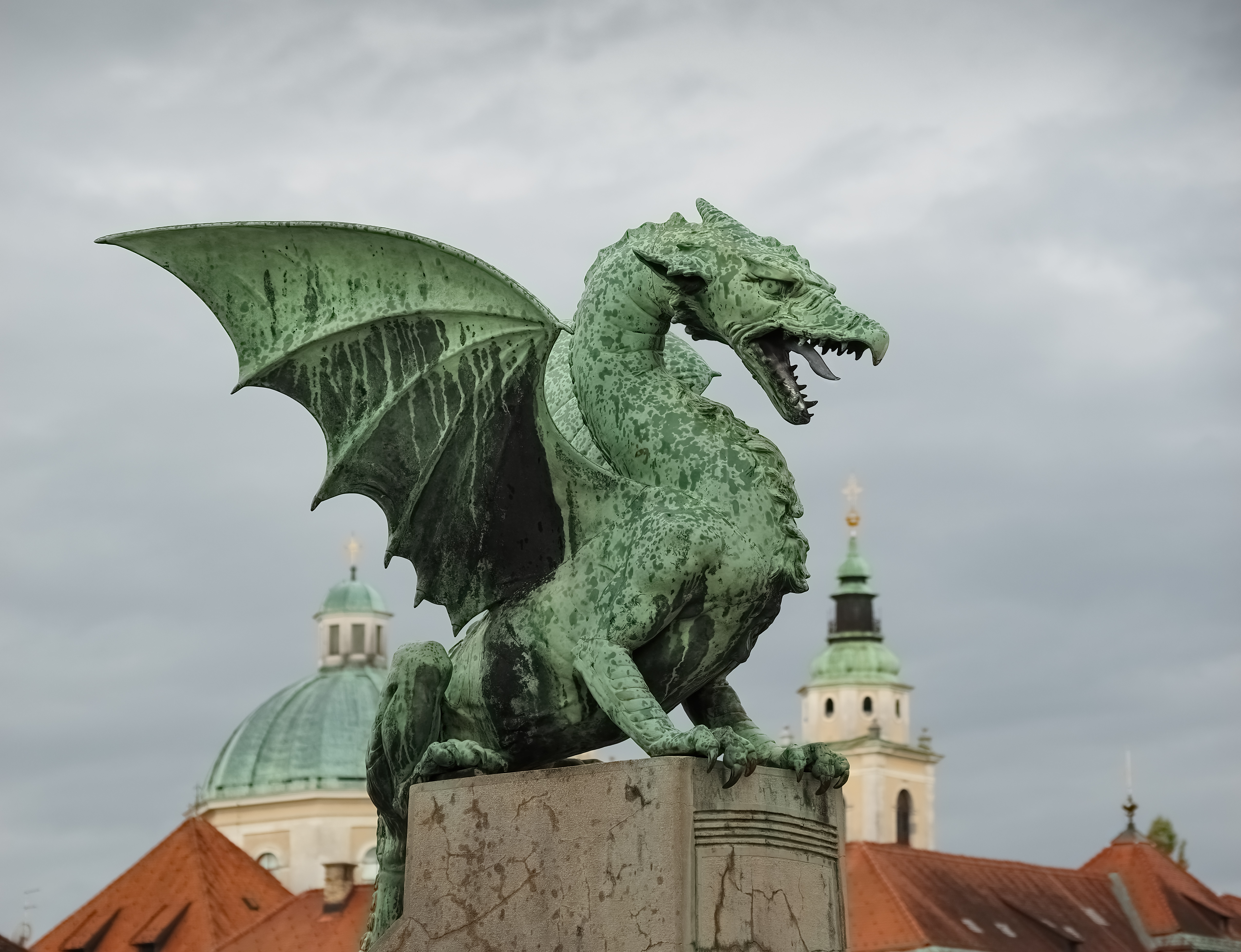
Posąg smoka po stronie północno-wschodniej
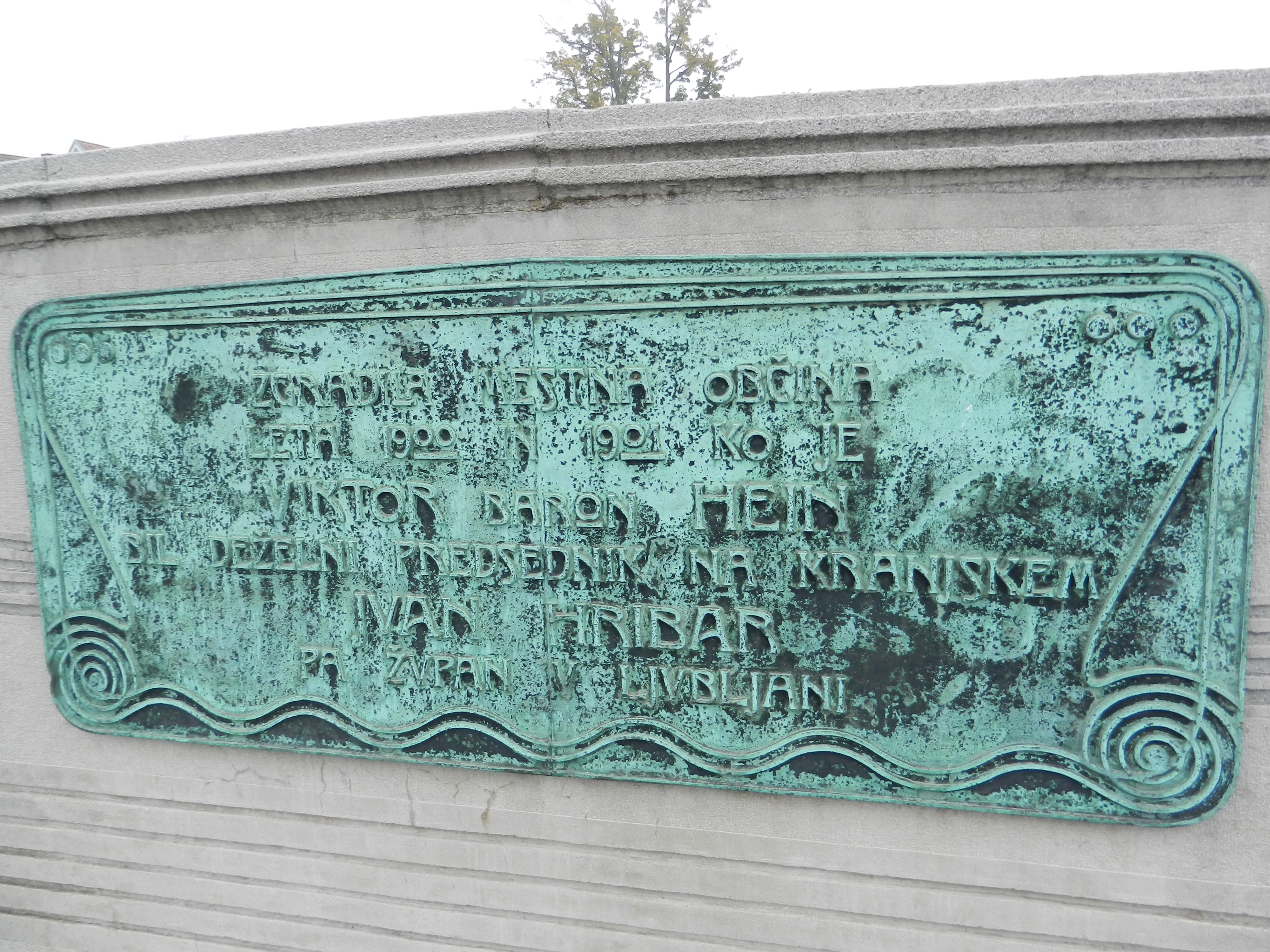
Napis ozdobny na moście
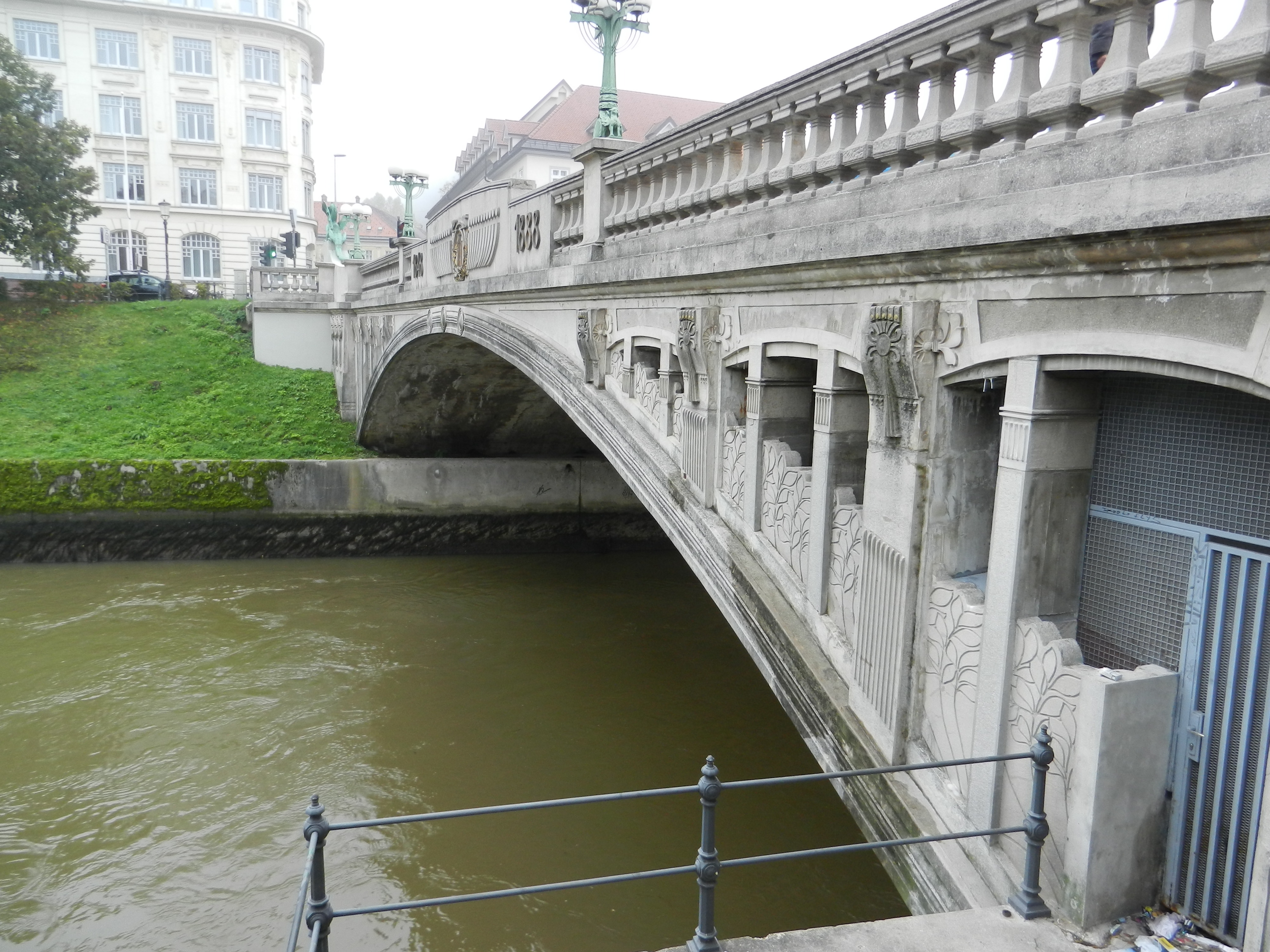
Dekoracyjne motywy roślinne z popularnym napisem "Viribus unitis"
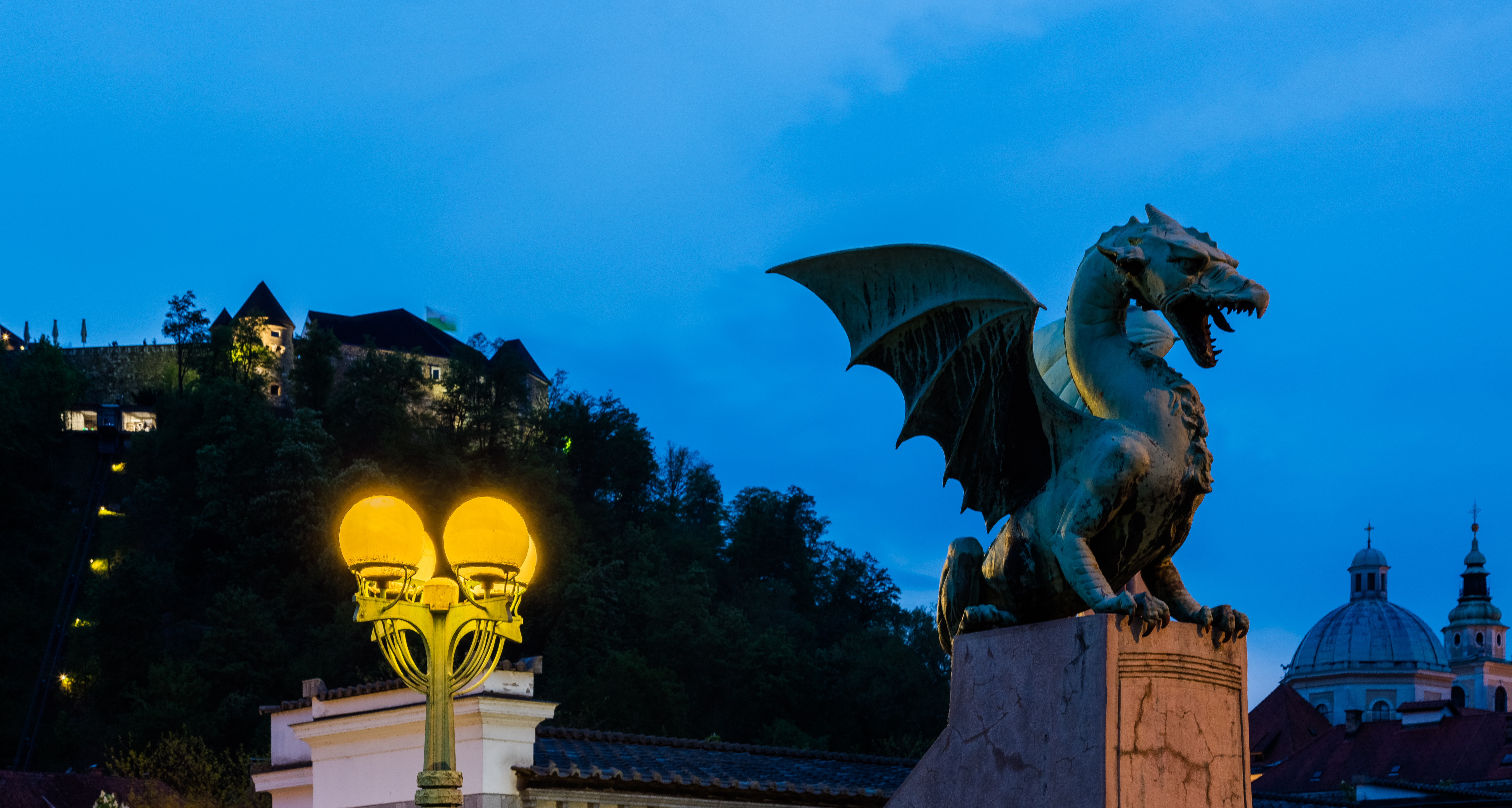
Kandelabr z brązu i smok na moście wieczorową porą
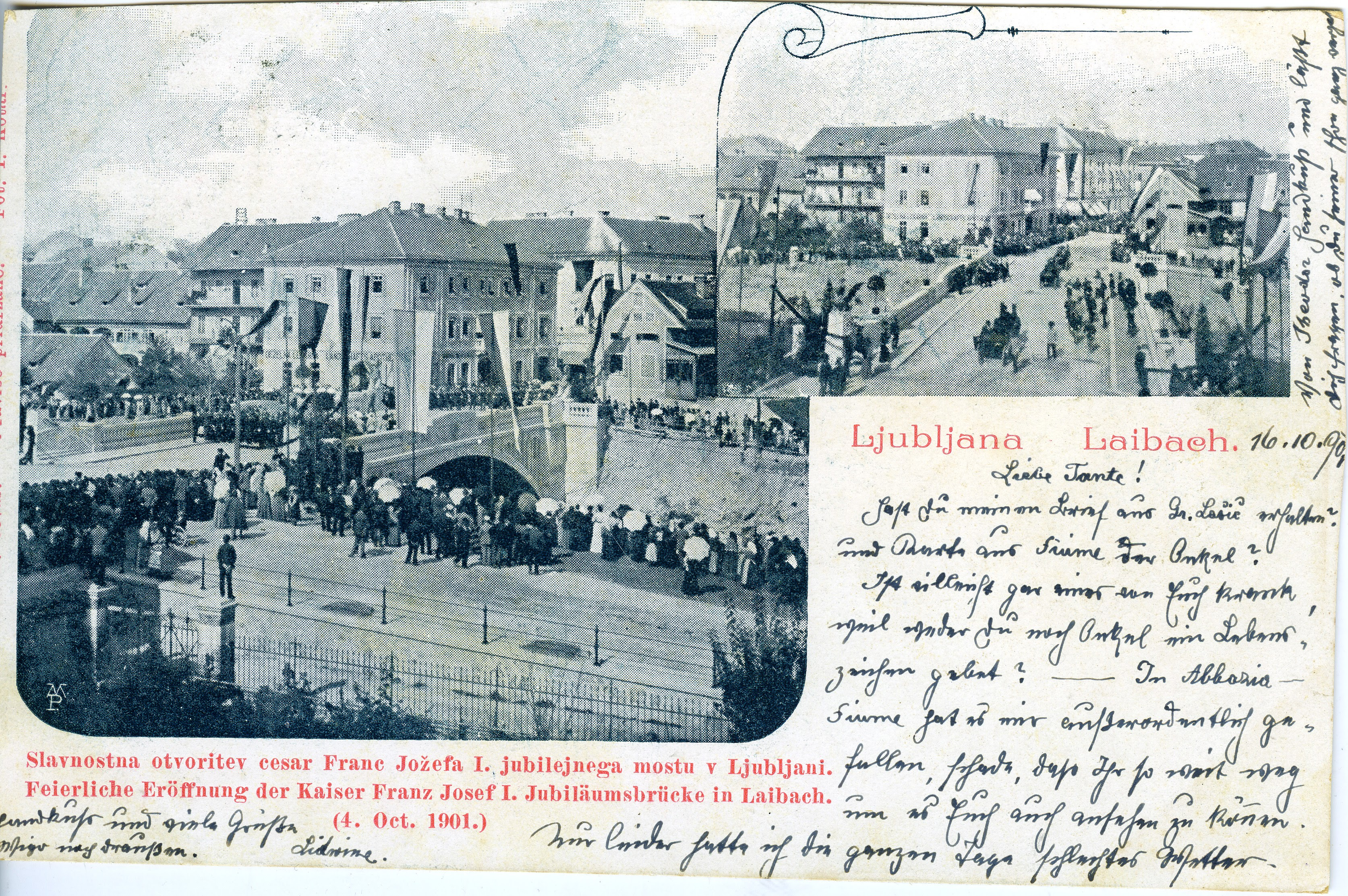
Otwarcie mostu w roku 1901
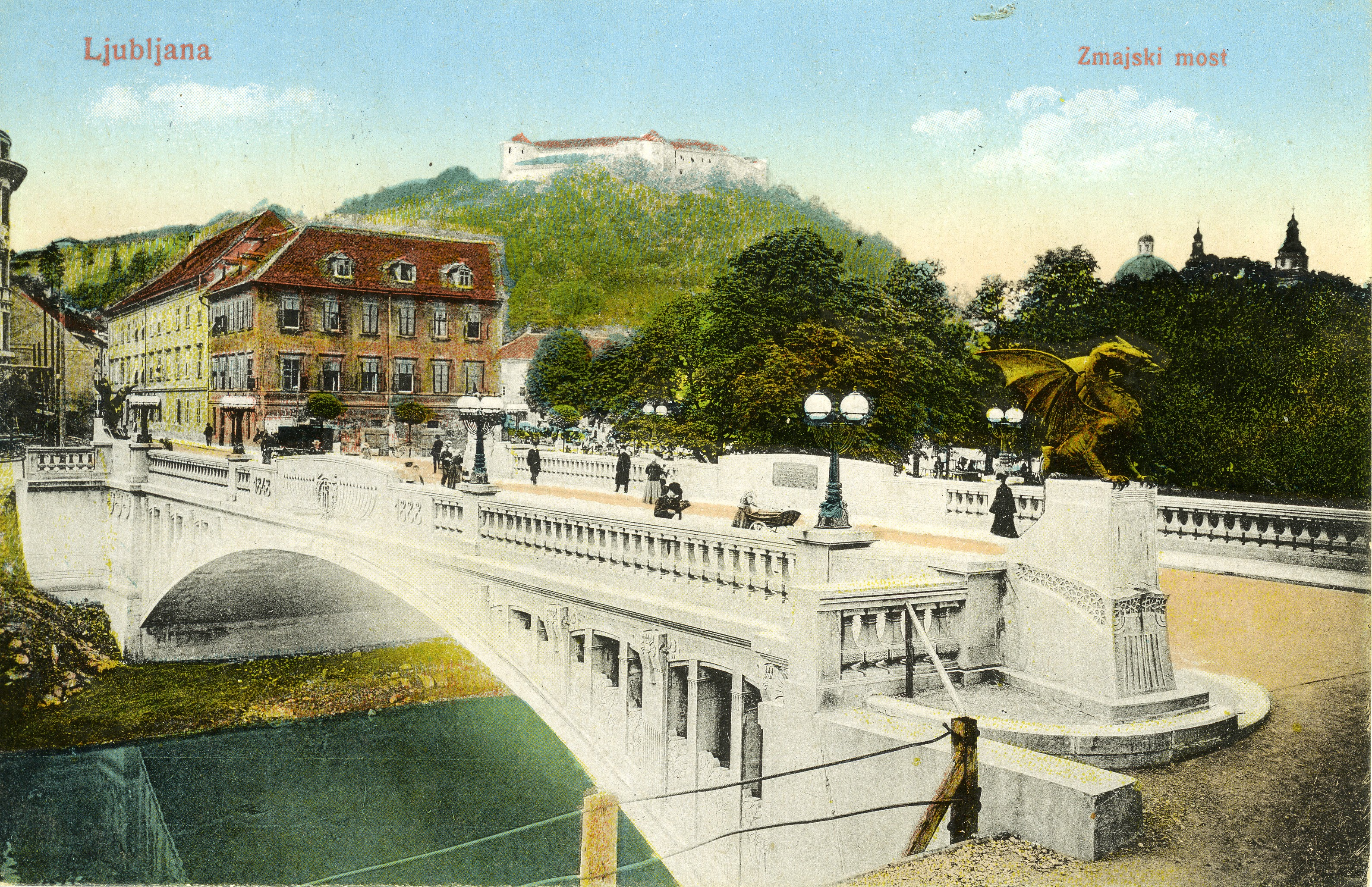
Pocztówka z 1924 roku